# Kozjan
Kozjan – wieś w Chorwacji, w żupanii licko-seńskiej, w gminie Plitvička Jezera. W 2011 roku pozostawała niezamieszkana.